# Resnik (Višegrad)
Pour les articles homonymes, voir Resnik.
Resnik (en serbe cyrillique : Ресник) est un village de Bosnie-Herzégovine. Il est situé dans la municipalité de Višegrad et dans la république serbe de Bosnie. Selon les premiers résultats du recensement bosnien de 2013, il compte 15 habitants.

## Géographie
Resnik est situé sur les bords de la Drina.

## Démographie

### Répartition de la population (1991)
En 1991, le village comptait 32 habitants, tous Musulmans (Bosniaques).